# 漢農 (密蘇里州)
漢農（英語：Hannon）是位於美國密蘇里州巴頓縣的非建制地區。

## 歷史
漢農的郵局於1890年設立，其後於1953年停運。

## 地理
漢農所處的海拔為高於海平面264米（即866英呎），而該地所採用的時區為UTC-6，即北美中部時區（CST）。同時該地設有夏令時間，為UTC-6調快一小時，即UTC-5（CDT）。